# Sânmartin (Harghita)
Sânmartin es una comuna ubicada en el distrito de Harghita, Rumania.

## Superficie
Cuenta con una superficie de 48,61 kilómetros cuadrados.

## Demografía
Hasta 2021 la población era de 2227 habitantes, con una densidad de población de 45,81 habitantes por kilómetro cuadrado.